# 國民樂團
國民樂團是於1999年在纽约布鲁克林区創立的辛辛那提樂團。樂團成員包括麥特·貝南格（主唱）、攣生兄弟亞倫·戴斯納（吉他、鋼琴、鍵盤）和布萊斯·戴斯納（吉他、鋼琴、鍵盤）以及布萊恩·德芬道夫（貝斯手）、史考特·德芬道夫（鼓手）兩兄弟。Ben Lanz（長號、合成器）和Kyle Resnick（小號、鍵盤、伴唱）是樂團長期巡迴演出的夥伴，而貝南格的妻子卡琳貝瑟（Carin Besser）雖然不是成員，但在2007年的專輯《拳擊手》後參與作詞。

## 音樂作品
- 《The National（英语：The National (album)）》（2001年）
- 《Sad Songs for Dirty Lovers》（2003年）
- 《Cherry Tree（英语：Cherry Tree (EP)）》（2004年）
- 《鱷魚（英语：Alligator (The National album)）》（2005年）
- 《拳擊手（英语：Boxer (The National album)）》（2007年）
- 《紫羅蘭（英语：High Violet）》（2010年）
- 《庸人自擾（英语：Trouble Will Find Me）》（2013年）
- 《惡人當道（英语：Sleep Well Beast）》（2017年）
- 《I Am Easy to Find（英语：I Am Easy to Find (album)）》（2019年）
- 《First Two Pages of Frankenstein》（2023年）
- 《Laugh Track》（2023年）
- 《Rome（英语：Rome (live album)）》（2024年）

## 外部連結
- 官方网站
- 國民樂團的Discogs页面 （英文）